# Brunoniella spiciflora
Brunoniella spiciflora là một loài thực vật có hoa trong họ Ô rô. Loài này được (F.Muell. ex Benth.) Bremek. mô tả khoa học đầu tiên năm 1964.